# 漂流 (シドの曲)
「漂流」（ひょうりゅう）は、シドのメジャー20枚目のシングル。2015年11月25日にキューンミュージックから発売された。

## 概要
- 前作「White tree」から、約1年ぶりのシングルである。
- 初回盤にはAとBタイプがあり、DVDには表題曲である漂流のビデオクリップが収録されている。

## 収録曲
全作詞：マオ、編曲：シド
1. 漂流 [4:30]
作曲：Shinji
2. 運命の人 [3:30]
作曲：Shinji
3. ENAMEL (Live from『シド男限定ツアー2015 男魂-otodama-』) [3:51]
作曲：御恵明希

## 収録アルバム
- SID ALL SINGLES BEST（#1）